# 京成100形電車
京成100形電車（けいせい100がたでんしゃ）、及びその増備車である126形電車は、京成電鉄が所有していた通勤形電車の一形式である。
本項目では両形式の新京成電鉄譲渡後の状況についても記述する。

## 登場時の概要
1926年（大正15年）、成田延伸に備えてモハ100形101～125の25両が雨宮製作所にて製造された。京成初の半鋼製電車・パンタグラフ装備であったが、前面五枚窓・側面一段下降式窓・トラス棒付きというこの時期の電車としては平凡なスタイルである。屋根は外観上では丸屋根であるが、車内の両サイドは一段下げられ一見すると二段屋根に見えるデザインを採用。両サイドは屋上通風器からの通風ダクトとなっており、車内通風のためこの時期においても他に例のないデザインを採用したと考えられている。
モーター・制御器は東洋電機製造110h.p(約80kw)×4基、台車は住友ST-17(KS-30L)と国産品を採用。空気ブレーキ装置のみ輸入品（ウェスティングハウス・エレクトリック）を装備した。また当時は津田沼を境に架線電圧が直流600 V /1200 V と分かれていたので複電圧装置を装備していた。
1928年（昭和3年）登場のクハ126形は100形の制御車として126～135の10両が製造された。前面スタイルは同じだが屋根が鉄製となり車体長が僅かに延長され、窓配置も微妙に異なる。車内も一般的な丸屋根となった。台車は雨宮製A-1。1936年にモハ20形の電装品利用により全車電装されたが、電装機器の相違(100形はDK系、20形→126形はGE系)によりそれぞれ独立したグループとなった。1941年には131～135の電装が解除された。
以上両形式を100系と、総称する場合もある。

## 京成での変遷
1928年、津田沼でデッドセクションでの電気事故により104が全焼した。同年中にクハ126形と同形の車体を新製した。
1940年（昭和15年）2月、津田沼車庫の火災で104を再び焼失した。同年9月には宗吾参道駅付近での追突事故で115・116が焼失。これら3両は梅鉢車輛で200形を短縮した形の非対称車体を製造した（20形の中にも同様の車体を新造した車両があった）。1941年（昭和16年）末に復帰するまでの間クハ500形（501～503）に電装品を一時移設して走らせた。
1945年（昭和20年）3月10日、東京大空襲により押上駅で109が被災。1948年（昭和23年）に国鉄モハ63形に似た前後対称の車体を帝國車輛工業で製造した（210(⇔511）・507・512も同様の車体で復旧)。131・134・135は戦災廃車となった。
1947年（昭和22年）、高砂車庫の火災で101・104・118が全焼、120が半焼。応急修理で復帰。
1953年（昭和28年）からは更新修理が行われた。高砂車庫火災で被災した104・101・118と123が半鋼製の非対称車体で竣工（104はウインドシル・ヘッダ有り、118・123は前面窓がHゴム）。1956年（昭和31年）竣工の117・122・102・103・112・121からは押上駅が地下駅に移ったことに関連して全金属製の非対称車体と変わった（この6両以外は側面ベンチレーター、窓枠は全金車も含め全車木造）。何度か仕様が変わったためスタイルは多岐に渡っている。126形は更新されなかった。また非対称車体とした理由は、車内の混雑率を平均化するため。
1963年（昭和38年）からは新京成電鉄への譲渡が始まり、1967年（昭和42年）までに25両全車を譲渡した。126形は製造当初の半鋼製車体のまま残りの7両全車が1959～1960年に新京成に譲渡された。

## 新京成での変遷
1963年、104・101・118・123・117・122を第一陣として譲受し、その後4度に分けて25両全車を譲受した。このころ新京成電鉄新京成線（現・京成松戸線）沿線には相次いで団地が建設されたため主力車両として使用された。譲受後に窓枠のアルミ化が順次行われた（半鋼製車体の4両は除く。105・106は後年アルミ化）。
103など、転入後も暫くは青電塗装のままだった車両がある。
126形については譲受後の1963～1965年に車体を新造、200系車体新造車を短縮した形の全金製車体となった（ベンチレーターはグローブ型）。この時133を131に改番。1975年には台車をD-16に変更した。
1973年（昭和48年）からは全金車のみ特別修繕が行われた。計画当初は車体新製を含む大掛かりなものとしていたが、見直しの結果特別修繕へと変更となり対象両数も17両から4両程度までに圧縮され、残りは廃車を予定していた。しかし、沿線の宅地化の進行により利用者が急増したため最終的に全金車全車が対象へと変更され、1975年 （昭和50年）からの施行分に付いては延命期間の拡大を狙い修繕内容の変更がなされた。片運転台化および中間電動車化（102・103・105・106・109・117・122）、前照灯の2灯化、側引戸交換、連結面の切妻化などが行われた。細部にも様々な違いがあり、同じスタイルの車両は一両もない状態となった。特別修繕対象から外れた半鋼製車体の4両は1979年（昭和54年）に廃車された。131・132は1981年に廃車された。
車両更新を繰り返したことから非常に寿命が長い車両だったが末期は16m車故に収容力が小さいことから2000形や1100形などと8両編成を組んでラッシュアワーを中心に使用された。1986年（昭和61年）から8800形に置き換えが始まり、1987年（昭和62年）7月の107・108・124を最後に全車廃車された。
現在は使用していた台車がAE形（初代）などと共に宗吾車両基地にて保存されている。